# Un'altra estate che va
Un’altra estate che va è un singolo dell'attore italiano Jerry Calà, pubblicato il 6 luglio 2018.

## Descrizione
Il singolo è stato scritto da Calà con la collaborazione dei rapper italiani Two Fingerz.

## Video musicale
Prodotto dalla The Best Organization, il videoclip della canzone è diretto dallo stesso Jerry Calà ed è stato pubblicato l'11 luglio 2018 su YouTube, venendo caricato due giorni dopo anche su Facebook attraverso la sua pagina ufficiale: ambientato al Bagno Roma di Forte dei Marmi, vede come protagonista l'attore nei panni di un cineasta che deve dirigere un corpo di ballo distratto da cellulari e videogiochi, tecnologie al centro delle varie gag. Nel video sono coprotagonisti gli youtuber Jacopo Malnati e Daniel Marangiolo, conosciuti come iPantellas. Sui vari social network il videoclip ha superato il milione di visualizzazioni.

## Tracce
1. Un’altra estate che va – 3:17

## Classifiche
| Classifica (2018)         | Posizione massima |
| ------------------------- | ----------------- |
| Italia (airplay italiane) | 112               |